# Anne Grall
Anne Grall é uma comediante e ativista francesa e uma das fundadoras do Greenwashing Comedy Club, um grupo de comediantes stand-up que desde 2020 trata de questões ambientais, feminismo, pobreza, deficiência e direitos LGBTQ+.
Anne, que anteriormente trabalhou com finanças, acredita que numa sociedade movida pelo entretenimento, é possível mudar a forma como as pessoas pensam e influenciar os seus hábitos através do humor. Ele quer um cenário inclusivo onde todos se sintam bem e onde nem sempre sejam tratados da mesma forma, abordando diversos assuntos e transmitindo mensagens construtivas.
Em 2023, ela foi listada como uma das 100 mulheres mais influentes do ano pela BBC.